# Chonggoui
Chonggoui ist eine Siedlung auf der Komoreninsel Anjouan im Indischen Ozean. 

## Geografie
Der Ort liegt oberhalb der Südwestküste im Tal des Mro Choungoui bei Dar Salam.

## Klima
Nach dem Köppen-Geiger-System zeichnet sich Chonggoui durch ein Tropisches Klima mit der Kurzbezeichnung Am aus.